# BFC Siófok
Bodajk FC Siófok este un club de fotbal din Siófok, Ungaria. Echipa susține meciurile de acasă pe Stadionul Révesz Géza cu o capacitate de 10.500 de locuri.

## Lotul curent
La 12 septembrie 2009, conform site-ului oficial.
| Nr. |          | Poziție | Jucător          |
| --- | -------- | ------- | ---------------- |
| 1   | Ungaria  | P       | Pál Szalma       |
| 2   | Ungaria  | F       | József Mogyorósi |
| 3   | Ungaria  | F       | Zsolt Fehér      |
| 4   | Ungaria  | F       | András László    |
| 5   | Ungaria  | F       | Márk Sallér      |
| 6   | Ungaria  | M       | Balázs Tóth      |
| 7   | Ungaria  | M       | Roland Ribi      |
| 8   | Ungaria  | M       | Lajos Nagy       |
| 9   | Ungaria  | A       | Gergely Délczeg  |
| 10  | Brazilia | M       | Thiago           |
| 11  | Ungaria  | M       | Szabolcs Kanta   |
| 14  | Ungaria  | M       | Róbert Tóth      |

| Nr. |          | Poziție | Jucător          |
| --- | -------- | ------- | ---------------- |
| 15  | Ungaria  | F       | Dávid Baranyai   |
| 18  | Ungaria  | M       | István Ludánszki |
| 19  | Ungaria  | F       | Dániel Köntös    |
| 20  | Brazilia | M       | Roni             |
| 21  | Ungaria  | A       | Thomas Sowunmi   |
| 23  | Ungaria  | M       | Zoltán Arany     |
| 24  | Ungaria  | M       | Attila Horváth   |
| 26  | Ungaria  | P       | Balázs Bartus    |
| 27  | Ungaria  | M       | Gábor Gadó       |
| 28  | Ungaria  | F       | Károly Graszl    |
| 33  | Ungaria  | F       | Dávid Márton     |